# Феліпе Сеттер
Феліпе Сеттер (ісп. Felipe Zetter, 3 липня 1923, Гуанахуато — 15 березня 2013, Гвадалахара) — мексиканський футболіст, що грав на позиції захисника за клуб «Атлас», а також національну збірну Мексики. Чемпіон Мексики і дворазовий володар Кубку.

## Клубна кар'єра
У футболі відомий виступами за команду «Атлас», кольори якої і захищав протягом усієї своєї кар'єри гравця. За цей час двічі став володарем Кубку і виграв чемпіонат.

## Виступи за збірну
1949 року дебютував в офіційних матчах у складі національної збірної Мексики. Протягом кар'єри у національній команді провів у її формі 5 матчів.
У складі збірної був учасником чемпіонату світу 1950 року у Бразилії, де зіграв з Бразилією (0-4).
Помер 15 березня 2013 року на 90-му році життя у місті Гвадалахара.

## Титули і досягнення
- Чемпіон Мексики (1):

«Атлас»: 1950-1951
- Володар Кубку Мексики (2):

«Атлас»: 1945-1946, 1949-1950
- Переможець Чемпіонату НАФК: 1949